# Медаль «За отличие в военной службе» (ФСО)
Меда́ль «За отли́чие в вое́нной слу́жбе» — ведомственная медаль ФСО России, учреждённая приказом ФСО РФ № 391 от 5 декабря 1997 года.

## Правила награждения
Согласно Положению медалью «За отличие в военной службе» награждаются военнослужащие ФСО России за добросовестную службу, имеющие соответствующую выслугу лет в календарном исчислении.
Медаль состоит из трёх степеней:
- I степени — для награждения военнослужащих, проходящих военную службу не менее 20 лет;
- II степени — для награждения военнослужащих, проходящих военную службу не менее 15 лет;
- III степени — для награждения военнослужащих, проходящих военную службу не менее 10 лет.

Высшей степенью медали является I степень. Награждение медалью производится последовательно от низшей степени к высшей. Награждение медалью более высокой степени не допускается без получения награждаемым медали предыдущей степени.

## Правила ношения
Медаль носится на левой стороне груди и располагается перед медалями «За безупречную службу» в Вооружённых Силах СССР. При наличии у награждённого медалей двух и более степеней медали низших степеней не носятся.

## Описание медали
Медаль I степени изготавливается из нейзильбера с покрытием эмалью, II степени — из латуни с посеребрением, III степени — из латуни; имеет форму круга диаметром 32 мм с выпуклым бортиком с обеих сторон. На лицевой стороне медали — рельефное изображение эмблемы ФСО России — двуглавого орла с опущенными крыльями. На груди орла — геральдический щит, наложенный на вертикально поставленный меч острием вниз. Щит поддерживается лапами орла и имеет поле цветов Государственного флага Российской Федерации (на медалях II и III степени цвета Государственного флага Российской Федерации имеют общий цвет медали и показаны геральдической штриховкой, на медали I степени цвета Государственного флага Российской Федерации покрыты эмалью). Вдоль верхнего края медали расположена надпись «ЗА ОТЛИЧИЕ В ВОЕННОЙ СЛУЖБЕ». Снизу и по бокам медали вдоль её краев — изображение лавровых и дубовых ветвей, в середине которых в рамке помещена римская цифра, изображающая степень медали − I, II или III. На оборотной стороне медали — надпись «ФЕДЕРАЛЬНАЯ СЛУЖБА ОХРАНЫ РОССИЙСКОЙ ФЕДЕРАЦИИ», снизу и по бокам медали вдоль её краев — изображение лавровых ветвей. Все изображения и надписи на медали выпуклые.
Медаль при помощи ушка и кольца соединяется с пятиугольной колодкой, обтянутой красной шёлковой муаровой лентой шириной 24 мм с жёлтыми полосами по краям; посередине ленты зелёные полосы: для медали I степени — одна полоса, II степени — две полосы, III степени — три полосы; ширина полос — 2 мм, расстояние между зелёными полосами — 2 мм.